# Lista do Patrimônio Mundial no Lesoto
A Organização das Nações Unidas para a Educação, a Ciência e a Cultura (UNESCO) propôs um plano de proteção aos bens culturais do mundo, através do Comité sobre a Proteção do Património Mundial Cultural e Natural, aprovado em 1972. Esta é uma lista do Patrimônio Mundial existente no Lesoto, especificamente classificada pela UNESCO e elaborada de acordo com dez principais critérios cujos pontos são julgados por especialistas na área. O Lesoto ratificou a convenção em 25 de novembro de 2003, tornando seus locais históricos elegíveis para inclusão na lista.
O sítio Parque Maloti-Drakensberg foi o primeiro local do Lesoto incluído na lista do Patrimônio Mundial da UNESCO por ocasião da 24ª Sessão do Comitè do Património Mundial, realizada em Cairns (Austrália) em 2000. Desde então, o Lesoto possui apenas este sítio designado Patrimônio da Humanidade, sendo este local de classificação Natural.

## Bens culturais e naturais
O Lesoto conta atualmente com os seguintes lugares declarados como Patrimônio da Humanidade pela UNESCO:
| | Parque Maloti-Drakensberg |
| Bem misto inscrito em 2000. |                           |
| Localização: Qacha's Nek |                           |
| Este bem é compartilhado com: África do Sul. |                           |
| O Parque Maloti-Drakensberg é uma propriedade transnacional composta pelo Parque Nacional uKhahlamba-Drakensberg na África do Sul e pelo Parque Nacional Sehlathebe no Lesoto. O local tem uma beleza natural excepcional em seus altos contrafortes basálticos, fissuras dramáticas incisivas e muralhas de arenito dourado, bem como arcos esculpidos visualmente espetaculares, cavernas, falésias, pilares e piscinas rochosas. A diversidade de habitats do local protege um alto nível de plantas endêmicas e globalmente importantes. O local abriga espécies ameaçadas de extinção, como o abutre-do-cabo (Gyps coprotheres) e o abutre-barbudo (Gypaetus barbatus). O Parque Nacional Sehlabathebe do Lesoto também abriga o peixe Maloti (Pseudobarbus quathlambae), uma espécie de peixe criticamente ameaçada encontrada apenas neste parque. Este espetacular sítio natural contém muitas cavernas e abrigos rochosos com o maior e mais concentrado grupo de pinturas da África subsaariana. Eles representam a vida espiritual do povo San, que viveu nesta área por um período de 4.000 anos. (UNESCO/BPI) |                           |

## Lista Indicativa
Em adição aos sítios inscritos na Lista do Patrimônio Mundial, os Estados-membros podem manter uma lista de sítios que pretendam nomear para a Lista de Patrimônio Mundial, sendo somente aceitas as candidaturas de locais que já constarem desta lista. Desde 2008, o Lesoto possui 1 local na sua Lista Indicativa.
| Sítio                             | Imagem | Localização | Ano  | Dados UNESCO       | Descrição |
| --------------------------------- | ------ | ----------- | ---- | ------------------ | --- |
| Monumento Nacional de Thaba-Bosiu |        | Maseru      | 2008 | Cultural: (iii)(v) | O Monumento Nacional Thaba-Bosiu é um planalto situado no vale do rio Phuthiatsana, cerca de 23 quilômetros a sudeste da capital Maseru. Foi batizado como Thaba-Bosiu ("Montanha Noturna") durante a ocupação de Moshoeshoe I, fundador da nação Basotho em 1824 devido à visão impressionante que proporciona aos viajantes durante a noite. O local proposto abriga ruínas do primeiro assentamento do país, incluindo pinturas em cavernas e tumbas reais. |